# All on Account of the Milk
All on Account of the Milk er en amerikansk stumfilm fra 1910 af Frank Powell.

## Medvirkende
- Mary Pickford
- Kate Bruce
- Blanche Sweet
- Mack Sennett
- Arthur V. Johnson